# Siemirad
Siemirad — staropolskie imię męskie, złożone z członów Siemo(i)- (psł. *sěmьja ma m.in. znaczenia "rodzina, ród; czeladź, służba, własność") i -rad ("cieszyć się"), mówiące o radości skierowanej do obdarzonego imieniem. 
Siemirad imieniny obchodzi 1 lutego i 7 grudnia.
Zobacz też:
- Siemiradz — 2 miejscowości w Polsce